# Cratere Rowena
Rowena  è un cratere sulla superficie di Venere.